# Annika Walter
Annika Walter, född den 5 februari 1975 i Rostock, är en tysk simhoppare.
Hon tog OS-silver i höga hopp i samband med de olympiska simhoppstävlingarna 1996 i Atlanta.